# 고령 사부동과 기산동 요지
고령 사부동과 기산동 요지(高靈 沙鳧洞과 箕山洞 窯址)는 경상북도 고령군 성산면에 있는 고려시대의 도자기 가마터이다. 역사성과 특성을 고려하여 기존의 지정을 각각 해제하고, 2011년 7월 28일 대한민국의 사적 제510호로 통합 지정되었다.

## 개요
이곳은 14세기 말부터 15세기에 걸쳐 사용된 가마터이다.
이 곳에서 출토되는 대접이나 접시, 사발 등의 파편들을 미루어 추정해 보면 상감청자, 분청사기 등을 만들던 곳으로 여겨진다.
『세종실록, 世宗實錄』지리지(地理志)에 실린 전국의 324개 가마 중에서도 가장 좋은 상품의 자기를 만들기로 이름난 곳의 하나이다.
현재 남아있는 "고령인수부(高靈仁壽府) 고령장흥고 (高靈長興庫)"라고 새긴 그릇들을 만들었던 곳으로 보인다.
이 곳에서 생산된 제품은 대접과 접시가 대부분을 차지하는데, 대체로 그릇벽은 두껍고 무늬 모양은 국화무늬, 구름무늬, 소용돌이 무늬가 많다.

### 성산 사부동 도요지
경상북도 성산면 사부동에 있는 도자기나 기와 등을 만들어 굽던 가마터이다.
사부동 가마터는 사부곡 안에 있는 마을 중간의 한곳과 남쪽 골짜기 일대로 나누어져 있다. 마을 안의 가마터는 집들이 들어서서 훼손이 심하지만, 밭으로 사용되는 곳은 아직 퇴적이 남아 있고 부근에서 도자기 조각들이 많이 발견되고 있다.
고려 후기에서 조선 전기에 걸치는 시기의 가마터가 5, 6곳 있으며, 그 중 퇴화된 상감청자 가마터는 14세기 말에서 15세기 초의 것이고, 분청사기 가마는 15세기의 것이다. 분청사기류는 대부분이 접시와 대접 종류이고, 두께는 두껍고 굽은 투박하다. 대부분 인화기법과 상감기법을 쓴 국화·구름·소용돌이 무늬가 많다.
백자 조각은 매우 적은 양이지만 흰색의 백자조각과 약간 무른 백자조각이 발견된다. 근처의 기산동도요지(사적 제72호)와 더불어『세종실록지리지』에 기록된 ‘자기소상품현동예현리(磁器所上品縣東曳峴里)’로 선택되어 좋은 품질의 분청사기를 만들었던 곳이기도 하다.
많은 양의 분청사기, 특히 우수한 인화분청사기류가 발견되고는 있으나, 질이 좋은 백자는 극히 적은 양만 발견되고 시기도 정확하지 않아서 앞으로 보다 정확하고 자세한 조사가 필요하다.

### 성산 기산동 도요지
경상북도 성산면 기산동에 있는 조선시대 15∼16세기에 분청사기 및 백자를 구웠던 가마터이다. 사부동 마을로 들어가는 도로의 입구 바로 오른쪽 산기슭에 자리하며, 가마터 원래 모습을 찾아보기는 힘들지만 주위를 정비하여 잘 보존하고 있다.
발견되는 도자기의 형태는 대접·접시·병들이 대부분이다. 상감무늬의 경우는 안바닥에 굵은 소용돌이무늬가 뚜렷한 것이 특징이다. 무늬는 큼직한 국화나 구름무늬가 많다. 사부동 가마터와 1km 이내의 거리에 있으며, 발견되는 유물의 성격도 비슷하여 같은 시기의 가마터로 볼 수 있다.
사부동도요지(사적 제71호)와 함께 『세종실록지리지』에 기록된 ‘자기소상품현동예현리(磁器所上品縣東曳峴里)’로 선택되어 좋은 품질의 분청사기를 만들었던 곳으로, 조선 전기 ‘상품자기소’의 성격을 밝히기 위해서 정밀한 조사가 필요하다.

## 참고 자료
- 고령 사부동과 기산동 요지 - 국가유산청 국가유산포털